# Svend Haugaard
Svend Haugaard, född 30 april 1913 i Resen utanför Skive, död 2 mars 2003, var en dansk agronom, pacifist och politiker för Det Radikale Venstre (partiledare 1975-1978). Han var folketingsledamot 1964-1979.
Svend Haugaard var son till gårdsägaren Erik Haugaard (1876–1949) och Johanne Svendsen (1889–1968). Efter folkskolan studerade han på Krabbesholms folkhögskola 1929 och lärdes sedan upp inom lantbruk.). Han tog examen från Landbohøjskolen 1938, studerade på Askovs folkhögskola (1938-1939) och arbetade sedan som lärare på Vrå folkhögskola (1939-1945) och som föreståndare på St. Restrup husmandsskole (1949–1966). Haugaard var en brinnande antimilitarist och fredsaktivist och var sedan ungdomen vapenvägrare. Han var en av grundarna bakom organisationen Den unge Militærnægter 1933-1934 och internerades i Kompedallägret på grund av sin vägran att göra värnplikt. Han var sedan medlem och ordförande i den pacifistiska organisationen Aldrig Mere Krig (1949-1964), den danska avdelningen av War Resisters International, och var motståndare till Danmarks medlemskap i Nato. Tillsammans med Carl Scharnberg och Henning Sørensen drev han Kampagnen mod Atomvåben (1960-1964).
Haugaard var även engagerad i humanitärt biståndsarbete, däribland som medstiftare och styrelseledamot i den humanitära organisationen Mellemfolkeligt Samvirke (1944-1947). Han fortsatte sedan som ledamot i organisationens representantskap och efter krigsslutet 1945 deltog han själv i biståndsarbetet i Nordnorge och Polen (1945-1947). Han var också engagerad inom den danska kooperationen, bl.a. som representant för FDB (1959-1966).
Haugaard blev medlem i Radikal Ungdom 1928 och var sedan ledamot i partistyrelsen i omgångar (1956-1962 och från 1970). Han blev invald i Folketinget 1964 för Skives valkrets, ett mandat han innehade till 1979. Han var bl.a. ordförande av utbildningsutskottet (1968-1970 och 1975-1977) och partiets gruppordförande (1970-1971 och 1975-1977) samt ledamot i utrikesnämnden, Nordiska rådet, Interparlamentariska unionen, Grønlandsrådet och i kommittén för Grönlands självstyre. Han utmärkte sig som en stark förespråkare av EG-samarbetet. Under en kort period var han partiledare (1975-1978).